# Michael Schneider
Michaël Schneider (Nordhorn, 10 augustus 1953) is een Duits blokfluitist, traversospeler, dirigent en muziekpedagoog

## Levensloop
Schneider begon zijn muziekopleiding in de Muziekhogeschool van Keulen als leerling van Günther Höller (1973). Hij beëindigde zijn studies in Amsterdam bij Walter van Hauwe (1978). In dat jaar won hij in de internationale ARD-wedstrijd, hetgeen hem de weg opende naar een professionele carrière als blokfluitist.
In 1979 richtte hij 'Camerata Köln' op en concerteerde hiermee over de hele wereld, veelal met Reiner Zipperling, gamba, Sabine Bauer, klavecimbel en Yasunori Imamura, luit.
In 1980 werd hij leraar aan de Muziekhogeschool in Berlijn en in 1983 nam hij de leiding van de afdeling Oude Muziek in de Muziekhogeschool van Frankfurt am Main. In deze stad zette hij zijn veelzijdige carrière verder, zowel als solist, als lid van 'Musica Antiqua' en vooral vanaf 1988 als dirigent van het door hem opgerichte barokorkest 'La Stagione Frankfurt', voor authentieke uitvoering op oude instrumenten. Met dit orkest legde hij er zich voornamelijk op toe onbekende meesterwerken uit de vergetelheid te halen, onder het motto: Het ongehoorde hoorbaar maken. Hieronder zijn te vermelden:
- het Oratorium 'La Colpa, il Pentimento a la Grazia' van Alessandro Scarlatti
- het 'Stabat Mater' van Franz Ignaz Beck.

Hij treedt ook op met de 'Capella Academica Frankfort', een ensemble van professoren en studenten van de Muziekhogeschool. Schneider is ook als dirigent veel gevraagd. 
In 2005 zetelde hij als jurylid in de internationale wedstrijd voor barokinstrumenten en zang gehouden in Brugge in het kader van het Festival Musica Antiqua.
Ongeacht al zijn andere interesses, ziet Michael Schneider blokfluit bespelen als de strengst denkbare en meest onverbiddelijke opleiding tot muziek maken. Met geestdrift bespeelt en onderwijst hij het instrument, er steeds op wijzende dat je van een blokfluit niets "cadeau krijgt", en je bij muziek maken op een blokfluit steeds opnieuw en bewust over de ogenschijnlijk simpelste karakteristieken moet nadenken en er aan werken.

## Discografie
Schneider heeft talrijke cd-opnamen gemaakt, (alleen al meer dan 50 met Camerata Köln), hoofdzakelijk van herontdekte en minder bekende werken en componisten.
- sonates en sonatines van Telemann
- het complete oeuvre van Händel betreffende sonates voor windinstrumenten
- werk van Fasch, Graupner, Scheibe, Johann Christian Schickhardt, Johann Christoph Schultze
- opera's van Händel, Telemann, Ignaz Holzbauer en Gluck
- oratoria van Telemann, Stradella en Domenico Scarlatti
- symfonische werken van Abel en Beck
- concerten voor blokfluit van Antonio Vivaldi